# Lygophis paucidens
Lygophis paucidens är en ormart som beskrevs av Hoge 1953. Lygophis paucidens ingår i släktet Lygophis och familjen snokar. Inga underarter finns listade i Catalogue of Life.
Denna orm förekommer i Brasilien i delstaterna Goiás, Mato Grosso, Piauí, Pernambuco, Paraíba och Distrito Federal samt i Paraguay. Honor lägger ägg.